# Emptio spei
Emptio spei (łac. kupno nadziei) –  w prawie rzymskim tzw. kupno szansy, w którym kupujący nabywał jedynie szansę na to, że przedmiot sprzedaży zaistnieje w przyszłości. Dokonywano go poprzez np. zakup ryb z połowu, lub zwierzyny z polowania, nie będąc pewnym co do tego, jak wiele owych ryb zostanie złowione oraz czy polowanie zakończy się pomyślnie. Do operacji kupna-sprzedaży dochodzi do skutku niezależnie od tego, czy rzecz może być wydana. Kupujący musiał uiścić cenę nawet wówczas, gdy rzecz nie powstanie. Przedmiotem zobowiązania jest sama nadzieja uzyskania pewnej rzeczy.
Porównać ją można do dzisiejszej loterii, gdzie kupuje się szansę na wygranie, niekoniecznie wiedząc, czy dojdzie ona do skutku. 